# تجارت منع‌شده
تجارت منع‌شده (اسپانیایی: Mercado prohibido‎) یک فیلم جنایی اسپانیایی است که در سال ۱۹۵۲ منتشر شد.
طراحی صحنه‌های این فیلم توسط میگل یوک انجام شده است.